# Zdeněk Pošíval
Zdeněk Pošíval (* 2. května 1937 Pelhřimov – 12. září 2013) byl český divadelní režisér, scenárista, dramatik a spisovatel.
Vystudoval režii na Divadelní fakultě Akademie múzických umění v Praze, pátý ročník strávil na stáži v Šumperku a po absolvování (1963) nastoupil do svého prvního angažmá v Divadle pracujících Gottwaldov (nyní Městské divadlo Zlín). V letech 1965 až 1969 působil v ostravském Divadle Petra Bezruče, hostoval ve Státním divadle (nyní Národní divadlo moravskoslezské) a spolupracoval s televizí. V roce 1969 opustil Ostravu a přijal nabídku, aby s dramaturgem Miloslavem Klímou umělecky vedl novou scénu NA FORBÍNĚ (v Malostranské besedě), orientovanou na zapomenuté české texty. Na návrh normalizačního komisaře byl provoz scény NA FORBÍNĚ zrušen ze dne na den. Následně nesměl být zaměstnáván v „nomenklaturním oboru“, kam patřila i režie. Část rodiny jeho ženy a starší syn emigrovali na Západ. Poté s nemalými obtížemi pokračoval v umělecké činnosti a teprve roku 1990 obdržel od rehabilitační komise Pražského kulturního střediska dekret s omluvou za politickou a sociální diskriminaci.
Během normalizace působil převážně ve svobodném povolání a směl jako prověřovanou vedlejší činnost režírovat přes agentury pořady a činohry pro stagionové scény.
Je autorem řady divadelních her a televizních scénářů. V knihách se cíleně věnoval české tematice a historii. Prvním pokusem o obsažnější beletrii se stal román z prostředí porevoluční české společnosti v silně chaotické demokratizační proměně, jenž vyšel pod názvem Vražedný týden (1998). Román Té noci svítil úplněk (1999) situuje do závěru prvního tisíciletí v údobí vyvrcholení sporů nejvýznamnějších rodů Přemyslovců a Slavníkovců. Další román Pokušení a pomsta (2000) se odehrává na Pelhřimovsku v údobí po třicetileté válce. Román Satanovi koně (2003) je samostatným pokračováním předchozího románu. Naznačuje však, že autorovou snahou je zároveň postižení pohnutých osudů českých zemanských rodů jako určité ságy, a proto píše další román Satanovo jaro (2005), jenž byl za rok 2006 oceněn Cenou Jiřího Marka. V roce 2010 vyšel další historický román z konce 17. století pod názvem Satanovy chvíle. Za spolupráce s básnířkou Evou Mišíkovou vydal poslední dva romány své historické ságy Zakázané doteky (2012) a Kdo skrývá tvář (2013).
Jeho dosud poslední hru Případ klaunova omšelého kabátu (2008) uvedlo Městské divadlo v Českém Krumlově. V současné době již od jara 2009 uveřejňoval v internetových Pozitivních novinách v rubrice ROZPRAVY ZP diskuse se svými odborně a společensky významnými přáteli, kteří unikali pozornosti médií. Také zde vyšly jako seriál jeho vzpomínky Vůně čerstvých pilin, chleba a medu, kronika školního pololetí 1945.